# 周太谷
周太谷（1764年—1832年），字星垣，号太谷，别名崆峒子，安徽池州石埭人，清朝太谷学派始创人，于清嘉庆道光年间创立太谷学派，该学派广泛传布于扬州、泰州、苏州以及山东一带，全盛时徒众达万余人。太谷学派以儒家学说为主，又吸收了道家、佛家两家的思想。周太谷有陈一泉、韩仰瑜、汪全泰（字竹海）、张积中（字石琴）、李光炘（字龙川）五大弟子。

## 相关著作
- 《皖志列传稿‧周谷传》
- 谢逢源著《龙川夫子年谱》
- 陈辽著《周太谷评传》